# Kemična energija
Kemična energija je energija, ki je vezana in se sprosti pri nekaterih kemijskih reakcijah v katerih se premeščajo atomi v molekulah. Uporabljamo jo najpogosteje od vseh energij. S kemično energijo poimenujemo notranjo energijo, ki temelji na ravni atoma. 
Ustreza vezavi atomov v molekulah. Pri eksotermni reakciji se kemična energija sprosti v termično energijo, pri endotermni reakciji pa je treba kemično energijo dovajati. Kemična energija je shranjena v živilih in gorivih. Nastane pri razpadanju, zgorevanju ali pretvarjanju spojine v druge sestavine. Dobimo jo pri tehnoloških postopkih (npr. elektroliza aluminija, pridobivanje železa). Vezana je pri fosilnih gorivih, najdemo pa jo tudi v morskih algah in lesu. Uskladiščena je tudi v premogu ali bencinu. Energija stalno spreminja svojo obliko. Spreminja se iz ene oblike v drugo. Za kemično energijo je znano, da je vir življenja in vir energije za številne vrste, za nekaj milijard let. 
Primeri
1. Sproščanje svetlobne energije pri kemijski reakciji (gorenje magnezija)
2. Sproščanje toplotne energije pri kemijski reakciji (gorenje fosilnih goriv)
3. Sproščanje električne energije (baterije in akumulatorji)
4. Elektrarna je primer za pretvarjanje kemične energije v električno.
5. Motorji z notranjim zgorevanjem